# Беннетт, Чарльз Генри Аллан
Чарльз Генри Аллан Беннетт (8 декабря 1872 - 9 марта 1923) — английский буддист, оккультист, являлся членом Герметического ордена «Золотая заря». Он был ранним другом и влиятельным учителем оккультиста Алистера Кроули.
Беннет получил имя Бхикшу Ананда Меттейя при рукоположении в буддийского монаха и провел годы, изучая и практикуя буддизм на Востоке. Он был вторым англичанином, получившим посвящение в буддийские монахи (Бхикшу) традиции Тхеравады, и сыграл важную роль в распространении буддизма в Англии. Он основал первую Буддийскую миссию в Соединённом Королевстве и стремился распространять учение о Дхарме на Западе. Соучредитель международных буддийских организаций и публикаций, он был влиятельным сторонником буддизма в начале XX века.

## Ранняя жизнь
Аллан Беннетт родился в Лондоне 8 декабря 1872 года, его полное имя при рождении было Чарльз Генри Аллан Беннетт. Его единственная сестра Шарлотта Луиза родилась в Брайтоне около года назад. Его детство было трудным и полным страданий. Его отец умер, когда он был ещё мальчиком, и его мать изо всех сил пыталась поддерживать семью, которая, тем не менее, вырастила его как строгого католика. В юности его мучили приступы острой астмы, изнуряющие его неделями.

## Дальнейшее чтение
- Brunton, Paul A Pioneer Western Buddhist.
- Crow, John L. & Harris, Elizabeth J. Allan Bennett, Bhikkhu Ananda Metteyya. Biography and Collected Writings.
- Crow, John L. & Harris, Elizabeth J. The Life of Allan Bennett, Bhikkhu Ananda Metteyya (Volume 1 of Allan Bennett, Bhikkhu Ananda Metteyya: Biography and Collected Writings).
- Crow, John L. & Harris, Elizabeth J. Selected Essays of Allan Bennett, Bhikkhu Ananda Metteyya (Volume 2 of Allan Bennett, Bhikkhu Ananda Metteyya: Biography and Collected Writings).
- Crow, John L. The Bhikkhu and the Magus, Exploring Bennett’s Influence on Crowley.
- Crow, John L. Spreading The Light of Asia To Europe: Ananda Metteyya’s Buddhist Message to the West.
- Crowley, Aleister. Confessions of Aleister Crowley, Chapters 27–33.
- Fernando, Tilak S. World Buddhist Foundation in London Celebrates the United Kingdom Buddhist Day.
- Free Encyclopedia of Thelema - Allan Bennett. Retrieved 5 March 2005.
- Harris, Elizabeth J. Ananda Metteya: The First British Emissary of Buddhism.
- York University Digital Library | Buddhism: An Illustrated Quarterly - Vol. 1, No. 1
- York University Digital Library | Buddhism: An Illustrated Quarterly - Vol. 1, No. 2
- York University Digital Library | Buddhism: An Illustrated Quarterly - Vol. 1, No. 3
- York University Digital Library | Buddhism: An Illustrated Quarterly - Vol. 1, No. 4
- York University Digital Library | Buddhism: An Illustrated Quarterly - Vol. 2, No. 1
- York University Digital Library | Prospectus of the International Buddhist Society known as Buddhasāsana Samāgama